# Malba (département)
Pour les articles homonymes, voir Malba.
Malba est un département et une commune rurale de la province du Poni, situé dans la région du Sud-Ouest au Burkina Faso.

## Géographie

### Démographie
- En 1996, le département comptait 10 372 habitants recensés[2],[3].
- En 2003, le département comptait 10 275 habitants estimés[4].
- En 2006, le département comptait 11 399 habitants recensés[5].
- En 2019, le département comptait 12 677 habitants recensés[1].

## Administration

### Villages
Le département et la commune rurale de Malba est administrativement composé de trente-cinq villages, dont le village chef-lieu homonyme (données de population consolidées en 2012 issues du recensement général de 2006) :
- Banipouo (295 habitants)
- Baranguira (402 habitants)
- Binsèo (319 habitants)
- Bou (764 habitants)
- Boura (303 habitants)
- Daboura-Gantoura (426 habitants)
- Daboura-Konkoro (113 habitants)
- Diarra (336 habitants)
- Dièri (113 habitants)
- Dossa (224 habitants)
- Dossa-Badala (144 habitants)
- Dossa-Bourondi (324 habitants)
- Dounkoura (245 habitants)
- Godjir (176 habitants)
- Ipièl (129 habitants)
- Kamalangora (183 habitants)
- Kho (86 habitants)
- Kodjo-Gboro (275 habitants)
- Kodjo-Sambour (403 habitants)
- Kodjo-Tioblo (560 habitants)
- Kpélé (1 038 habitants)
- Kponkpon (71 habitants)
- Malba (921 habitants), chef-lieu
- Malba-Campement (235 habitants)
- Nanfor (306 habitants)
- Naradjou (117 habitants)
- N'Guèmpèra (174 habitants)
- Poyo (207 habitants)
- Soraguèra (263 habitants)
- Sorombora (355 habitants)
- Tassep (664 habitants)
- Tohèra-Soupèra (149 habitants)
- Tonora-Djolonkèra (182 habitants)
- Valla (486 habitants)
- Vavidjou (411 habitants)